# Copa Amèrica de futbol de 1989
La Copa Amèrica de futbol de 1989 va ser la 34a edició de la Copa Amèrica de futbol. La competició va ser organitzada per la CONMEBOL al Brasil, entre els dies 1 i 16 de juliol de 1989. El Brasil guanyà el seu quart títol, derrotant l'Uruguai per 1-0 a la final.

## Estadis
| Rio de Janeiro     | Rio de JaneiroGoiâniaRecifeSalvador | Goiânia              |
| ------------------ | ----------------------------------- | -------------------- |
| Estadi Maracanã    | Rio de JaneiroGoiâniaRecifeSalvador | Estadi Serra Dourada |
| Capacitat: 145.000 | Rio de JaneiroGoiâniaRecifeSalvador | Capacitat: 70.000    |
|                    | Rio de JaneiroGoiâniaRecifeSalvador |                      |
| Recife             | Rio de JaneiroGoiâniaRecifeSalvador | Salvador             |
| Estadi do Arruda   | Rio de JaneiroGoiâniaRecifeSalvador | Estadi Fonte Nova    |
| Capacitat: 80.000  | Rio de JaneiroGoiâniaRecifeSalvador | Capacitat: 60.000    |
|                    | Rio de JaneiroGoiâniaRecifeSalvador |                      |

## Seleccions participants
- Argentina
- Bolívia
- Brasil (seu)
- Colòmbia
- Equador
- Paraguai
- Perú
- Uruguai (vigent campió)
- Veneçuela
- Xile

## Primera fase

### Grup A
| Equips    | PJ | PG | PE | PP | GF | GC | Dif | Pts |
| --------- | -- | -- | -- | -- | -- | -- | --- | --- |
| Paraguai  | 4  | 3  | 0  | 1  | 9  | 4  | +5  | 6   |
| Brasil    | 4  | 2  | 2  | 0  | 5  | 1  | +4  | 6   |
| Colòmbia  | 4  | 1  | 2  | 1  | 5  | 4  | +1  | 4   |
| Perú      | 4  | 0  | 3  | 1  | 4  | 7  | −3  | 3   |
| Veneçuela | 4  | 0  | 1  | 3  | 4  | 11 | −7  | 1   |

| Paraguai                                                         | 5–2 | Perú                     |
| ---------------------------------------------------------------- | --- | ------------------------ |
| Cañete 38', 84' · Neffa 41' · Mendoza 51' · Del Solar 75' (p.p.) |     | Hirano 30' · Reynoso 80' |

| Brasil                                        | 3–1    | Veneçuela     |
| --------------------------------------------- | ------ | ------------- |
| Bebeto 2' · Geovani 36' (pen.) · Baltazar 57' | Report | Maldonado 63' |

| Colòmbia                                             | 4–2 | Veneçuela          |
| ---------------------------------------------------- | --- | ------------------ |
| Higuita 36' (pen.) · Iguarán 46', 75' · de Ávila 71' |     | Maldonado 73', 88' |

| Brasil | 0–0    | Perú |
| ------ | ------ | ---- |
|        | Report |      |

| Perú        | 1–1 | Veneçuela     |
| ----------- | --- | ------------- |
| Navarro 30' |     | Maldonado 29' |

| Paraguai    | 1–0 | Colòmbia |
| ----------- | --- | -------- |
| Mendoza 51' |     |          |

| Paraguai                      | 3–0 | Veneçuela |
| ----------------------------- | --- | --------- |
| Neffa 41' · Ferreira 50', 73' |     |           |

| Brasil | 0–0    | Colòmbia |
| ------ | ------ | -------- |
|        | Report |          |

| Colòmbia    | 1–1 | Perú       |
| ----------- | --- | ---------- |
| Iguarán 32' |     | Hirano 43' |

| Brasil          | 2–0    | Paraguai |
| --------------- | ------ | -------- |
| Bebeto 47', 82' | Report |          |

### Grup B
| Equips    | PJ | PG | PE | PP | GF | GC | Dif | Pts |
| --------- | -- | -- | -- | -- | -- | -- | --- | --- |
| Argentina | 4  | 2  | 2  | 0  | 2  | 0  | +2  | 6   |
| Uruguai   | 4  | 2  | 0  | 2  | 6  | 2  | +4  | 4   |
| Xile      | 4  | 2  | 0  | 2  | 7  | 5  | +2  | 4   |
| Equador   | 4  | 1  | 2  | 1  | 2  | 2  | 0   | 4   |
| Bolívia   | 4  | 0  | 2  | 2  | 0  | 8  | −8  | 2   |

| Equador     | 1–0 | Uruguai |
| ----------- | --- | ------- |
| Benítez 88' |     |         |

| Argentina    | 1–0 | Xile |
| ------------ | --- | ---- |
| Caniggia 55' |     |      |

| Uruguai                      | 3–0 | Bolívia |
| ---------------------------- | --- | ------- |
| Ostolaza 30', 60' · Sosa 33' |     |         |

| Argentina | 0–0 | Equador |
| --------- | --- | ------- |
|           |     |         |

| Equador | 0–0 | Bolívia |
| ------- | --- | ------- |
|         |     |         |

| Uruguai                                    | 3–0 | Xile |
| ------------------------------------------ | --- | ---- |
| Sosa 44' · Alzamendi 73' · Francescoli 78' |     |      |

| Xile                                                                  | 5–0 | Bolívia |
| --------------------------------------------------------------------- | --- | ------- |
| Olmos 9' · Ramírez 10' · Astengo 55' · Pizarro 68' (pen.) · Reyes 85' |     |         |

| Argentina    | 1–0 | Uruguai |
| ------------ | --- | ------- |
| Caniggia 69' |     |         |

| Xile                     | 2–1 | Equador    |
| ------------------------ | --- | ---------- |
| Olmos 44' · Letelier 88' |     | Avilés 89' |

| Argentina | 0–0 | Bolívia |
| --------- | --- | ------- |
|           |     |         |

## Segona fase
| Equips    | PJ | PG | PE | PP | GF | GC | Dif | Pts |
| --------- | -- | -- | -- | -- | -- | -- | --- | --- |
| Brasil    | 3  | 3  | 0  | 0  | 6  | 0  | +6  | 6   |
| Uruguai   | 3  | 2  | 0  | 1  | 5  | 1  | +4  | 4   |
| Argentina | 3  | 0  | 1  | 2  | 0  | 4  | −4  | 1   |
| Paraguai  | 3  | 0  | 1  | 2  | 0  | 6  | −6  | 1   |

| Uruguai                                   | 3–0 | Paraguai |
| ----------------------------------------- | --- | -------- |
| Francescoli 28' · Alzamendi 82' · Paz 89' |     |          |

| Brasil                   | 2–0    | Argentina |
| ------------------------ | ------ | --------- |
| Bebeto 48' · Romário 55' | Report |           |

| Uruguai       | 2–0 | Argentina |
| ------------- | --- | --------- |
| Sosa 38', 81' |     |           |

| Brasil                        | 3–0    | Paraguai |
| ----------------------------- | ------ | -------- |
| Bebeto 16', 52' · Romário 58' | Report |          |

| Argentina | 0–0 | Paraguai |
| --------- | --- | -------- |
|           |     |          |

| Brasil      | 1–0    | Uruguai |
| ----------- | ------ | ------- |
| Romário 49' | Report |         |

## Resultat
| Copa Amèrica 1989  |
| ------------------ |
|                    |
| Brasil Quart títol |

## Golejadors
6 gols
- [[Fitxer:Flag of Brazil (1968-1992).svg|23x15px|border |alt=Brasil|link=Selecció de futbol del Brasil|{{#if:|]] Bebeto

4 gols
- [[Fitxer:Flag of Uruguay.svg|23x15px|border |alt=Uruguai|link=Selecció de futbol de l'Uruguai|{{#if:|]] Rubén Sosa
- [[Fitxer:Flag of Venezuela (1930-1954).svg|23x15px|border |alt=Veneçuela|link=Selecció de futbol de Veneçuela|{{#if:|]] Carlos Maldonado

3 gols
- [[Fitxer:Flag of Brazil (1968-1992).svg|23x15px|border |alt=Brasil|link=Selecció de futbol del Brasil|{{#if:|]] Romário
- [[Fitxer:Flag of Colombia.svg|23x15px|border |alt=Colòmbia|link=Selecció de futbol de Colòmbia|{{#if:|]] Arnoldo Iguarán

2 gols
- [[Fitxer:Flag of Argentina.svg|23x15px|border |alt=Argentina|link=Selecció de futbol de l'Argentina|{{#if:|]] Claudio Caniggia
- [[Fitxer:Flag of Chile.svg|23x15px|border |alt=Xile|link=Selecció de futbol de Xile|{{#if:|]] Juvenal Olmos
- [[Fitxer:Flag of Paraguay (1988-1990).svg|23x15px|border |alt=Paraguai|link=Selecció de futbol del Paraguai|{{#if:|]] Buenaventura Ferreira
- [[Fitxer:Flag of Paraguay (1988-1990).svg|23x15px|border |alt=Paraguai|link=Selecció de futbol del Paraguai|{{#if:|]] Adolfino Cañete
- [[Fitxer:Flag of Paraguay (1988-1990).svg|23x15px|border |alt=Paraguai|link=Selecció de futbol del Paraguai|{{#if:|]] Alfredo Mendoza
- [[Fitxer:Flag of Paraguay (1988-1990).svg|23x15px|border |alt=Paraguai|link=Selecció de futbol del Paraguai|{{#if:|]] Gustavo Neffa
- [[Fitxer:Flag of Peru.svg|23x15px|border |alt=Perú|link=Selecció de futbol del Perú|{{#if:|]] Jorge Hirano
- [[Fitxer:Flag of Uruguay.svg|23x15px|border |alt=Uruguai|link=Selecció de futbol de l'Uruguai|{{#if:|]] Antonio Alzamendi
- [[Fitxer:Flag of Uruguay.svg|23x15px|border |alt=Uruguai|link=Selecció de futbol de l'Uruguai|{{#if:|]] Enzo Francescoli
- [[Fitxer:Flag of Uruguay.svg|23x15px|border |alt=Uruguai|link=Selecció de futbol de l'Uruguai|{{#if:|]] Santiago Ostolaza

1 gol
- [[Fitxer:Flag of Brazil (1968-1992).svg|23x15px|border |alt=Brasil|link=Selecció de futbol del Brasil|{{#if:|]] Baltazar
- [[Fitxer:Flag of Brazil (1968-1992).svg|23x15px|border |alt=Brasil|link=Selecció de futbol del Brasil|{{#if:|]] Geovani
- [[Fitxer:Flag of Chile.svg|23x15px|border |alt=Xile|link=Selecció de futbol de Xile|{{#if:|]] Fernando Astengo
- [[Fitxer:Flag of Chile.svg|23x15px|border |alt=Xile|link=Selecció de futbol de Xile|{{#if:|]] Juan Carlos Letelier
- [[Fitxer:Flag of Chile.svg|23x15px|border |alt=Xile|link=Selecció de futbol de Xile|{{#if:|]] Jaime Pizarro
- [[Fitxer:Flag of Chile.svg|23x15px|border |alt=Xile|link=Selecció de futbol de Xile|{{#if:|]] Jaime Ramírez
- [[Fitxer:Flag of Chile.svg|23x15px|border |alt=Xile|link=Selecció de futbol de Xile|{{#if:|]] Óscar Reyes
- [[Fitxer:Flag of Colombia.svg|23x15px|border |alt=Colòmbia|link=Selecció de futbol de Colòmbia|{{#if:|]] Antony de Ávila
- [[Fitxer:Flag of Colombia.svg|23x15px|border |alt=Colòmbia|link=Selecció de futbol de Colòmbia|{{#if:|]] René Higuita
- [[Fitxer:Flag of Ecuador.svg|23x15px|border |alt=Equador|link=Selecció de futbol de l'Equador|{{#if:|]] Ney Avilés
- [[Fitxer:Flag of Ecuador.svg|23x15px|border |alt=Equador|link=Selecció de futbol de l'Equador|{{#if:|]] Ermen Benítez
- [[Fitxer:Flag of Peru.svg|23x15px|border |alt=Perú|link=Selecció de futbol del Perú|{{#if:|]] Franco Navarro
- [[Fitxer:Flag of Peru.svg|23x15px|border |alt=Perú|link=Selecció de futbol del Perú|{{#if:|]] Juan Reynoso
- [[Fitxer:Flag of Uruguay.svg|23x15px|border |alt=Uruguai|link=Selecció de futbol de l'Uruguai|{{#if:|]] Rubén Paz

En pròpia porta

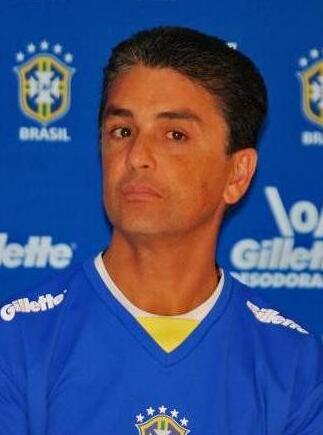
Bebeto fou el màxim golejador.

- [[Fitxer:Flag of Peru.svg|23x15px|border |alt=Perú|link=Selecció de futbol del Perú|{{#if:|]] José del Solar (contra Paraguai)